# Hilde Schramm
 (octobre 2012).
Si vous disposez d'ouvrages ou d'articles de référence ou si vous connaissez des sites web de qualité traitant du thème abordé ici, merci de compléter l'article en donnant les références utiles à sa vérifiabilité et en les liant à la section « Notes et références ».
Pour les articles homonymes, voir Schramm.
Hilde Schramm, née Hilde Speer le 17 avril 1936 à Berlin, est une femme politique allemande. Elle a été un des chefs de file des Verts en Allemagne. Elle a également été vice-présidente du conseil municipal de Berlin.

## Famille
Elle est la fille d'Albert Speer, membre du parti nazi et architecte en chef du Troisième Reich, et de Margarete Weber, fille d'artisan. Elle est également la sœur de Albert Speer junior, architecte de renom décédé en 2017, et de la photographe Margret Nissen.
Ses parents, Albert et Margarete, se sont rencontrés en 1922 alors qu'ils avaient tous deux 17 ans, et se sont mariés le 28 août 1928 à Berlin.

## Études
À l'adolescence, Hilde Schramm obtient une bourse pour aller faire ses études aux États-Unis, mais le gouvernement américain lui refuse dans un premier temps de lui délivrer un visa, avant de revenir sur sa décision face à la mauvaise publicité que l'affaire dégageait à l'époque. Des familles (parfois juives) se disaient même prêtes à lui offrir l'hospitalité dans la mesure où elle n'était en rien responsable des agissements de son père.

## Carrière
Hilde Schramm est devenue une figure politique européenne de premier plan qui s'est beaucoup investie dans l'aide aux victimes de l'antisémitisme et des atrocités nazies. Éditrice et sociologue, elle a reçu en 1994, à Berlin, le prix Moïse Mendelssohn pour son travail.